# Союз незалежних соціал-демократів
Союз незалежних соціал-демократів (серб. Савез независних социјалдемократа — СНСД) — соціал-демократична партія, що діє в Боснії і Герцеговині. Лідер партії — теперішній президент Республіки Сербської Мілорад Додік.

## Історія
Партію було засновано 1996 року, невдовзі після завершення війни в Боснії, з членів Незалежного депутатського клубу Республіки Сербської під назвою Партія незалежних соціал-демократів. 1999 року до ПНСД приєдналась Соціально-ліберальна партія. Після об'єднання з Демократичною соціалістичною партією 2001 року партія змінила назву на сучасну. У 1998–2001 та з 2006 року — правляча партія в Республіці Сербській.
На останніх парламентських виборах 3 жовтня 2010 року партія здобула 8 депутатських мандатів у Палаті представників Парламентської Скупщини — 269,007 (43,3 %) голосів і 8 мандатів у Республіці Сербській та 8 810 (0,86 %) і 0 депутатських мандатів у Федерації Боснії і Герцеговини. На президентських виборах, що пройшли одночасно, кандидат від партії Небойша Радманович був переобраний одним з трьох президентів — членів Президії Боснії і Герцеговини.
Партія є членом Соціалістичного інтернаціоналу.